# OpenEmbedded
OpenEmbedded是一個採用MIT許可證的軟體架構，目標在於為嵌入式系統构建Linux發行版。它的自動化建構系統採用類似Gentoo之ebuild的BitBake。2011年3月，它與Yocto計劃合作，以OpenEmbedded-Core專案作為項目發展的名稱。
OpenEmbedded建置系統基於BitBake建置工具，其操作行為與Gentoo Linux ebuilds相似。
在舊式的OpenEmbedded-Classic平台上，所有自動建置的處方(Recipes)都放在一起，而在新的OpenEmbedded-Core，其結構由許多layers組成，讓使用者可以更容易加入客製化的自動建置處方。

## 外部連結
- OpenEmbedded官方網站（页面存档备份，存于）